# Harka (Ungarn)
Harka (deutsch: Harkau, kroatisch: Horka) ist ungarische Gemeinde im Kreis Sopron im Komitat Győr-Moson-Sopron. Von den Bewohnern gehören gut sechs Prozent zur Volksgruppe der Ungarndeutschen.

## Geografische Lage
Harka liegt 78 Kilometer westlich des Komitatssitzes Győr, 6 Kilometer südlich des Zentrums der Kreisstadt Sopron und grenzt im Süden direkt an Österreich. Die höchste Erhebung auf dem Gemeindegebiet ist der 365 Meter hohe Berg Isten széke. Nachbargemeinden sind Kópháza sowie jenseits der Grenze Deutschkreutz und Neckenmarkt mit dem Ortsteil Haschendorf.

## Geschichte
Eine erste urkundliche Erwähnung findet Harka am 17. Juni 1245 in einer Schenkung des ungarischen Königs Bela IV., in der er das Gut Bujuslow (Deutschkreutz) an Marcellus de Pagha und Sebretus de Szamtou übergab und dabei als Gemarkungsgrenze unter anderem eine „villa Harka“ genannt wird.
Im Jahr 1913 gab es in der damaligen Kleingemeinde 209 Häuser und 1062 Einwohner auf einer Fläche von 1910 Katastraljochen. Sie gehörte zu dieser Zeit zum Bezirk Sopron im Komitat Sopron.
Bei der Volksabstimmung 1921 im Burgenland stimmten gut 90 Prozent der Einwohner für eine Zugehörigkeit zu Österreich, dennoch verblieb der Ort als Teil des Ödenburger Gebiets bei Ungarn.
Von 1947 bis 1990 trug der Ort den Namen Magyarfalva.

## Sehenswürdigkeiten
- Evangelische Kirche, 1787 erbaut, mit einer Barockorgel aus dem Jahr 1819, der Kirchturm wurde 1886 hinzugefügt
- Evangelisches Museum
- Ferenc-Liszt-Denkmal
- Glockenturm, auf dem katholischen Friedhof
- Kruzifix Jézus Szent Szíve
- Millenniums-Denkmal
- Römisch-katholische Kirche Szent Péter és Szent Pál, ursprünglich zur Zeit der Árpáden erbaut,
- Weltkriegsdenkmal

Straße mit Blick auf das Postgebäude
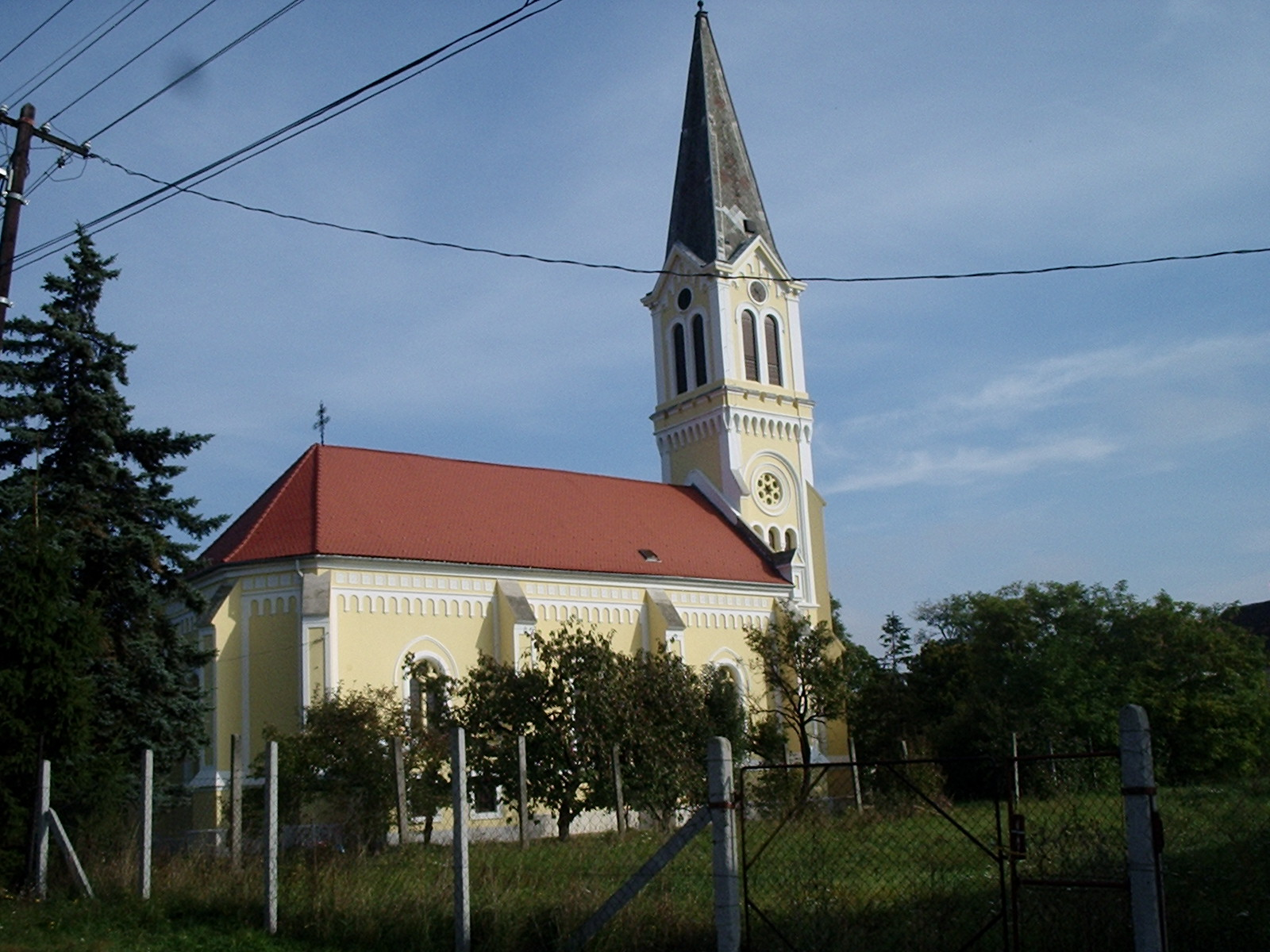
Evangelische Kirche
Kruzifix Jézus Szent Szíve
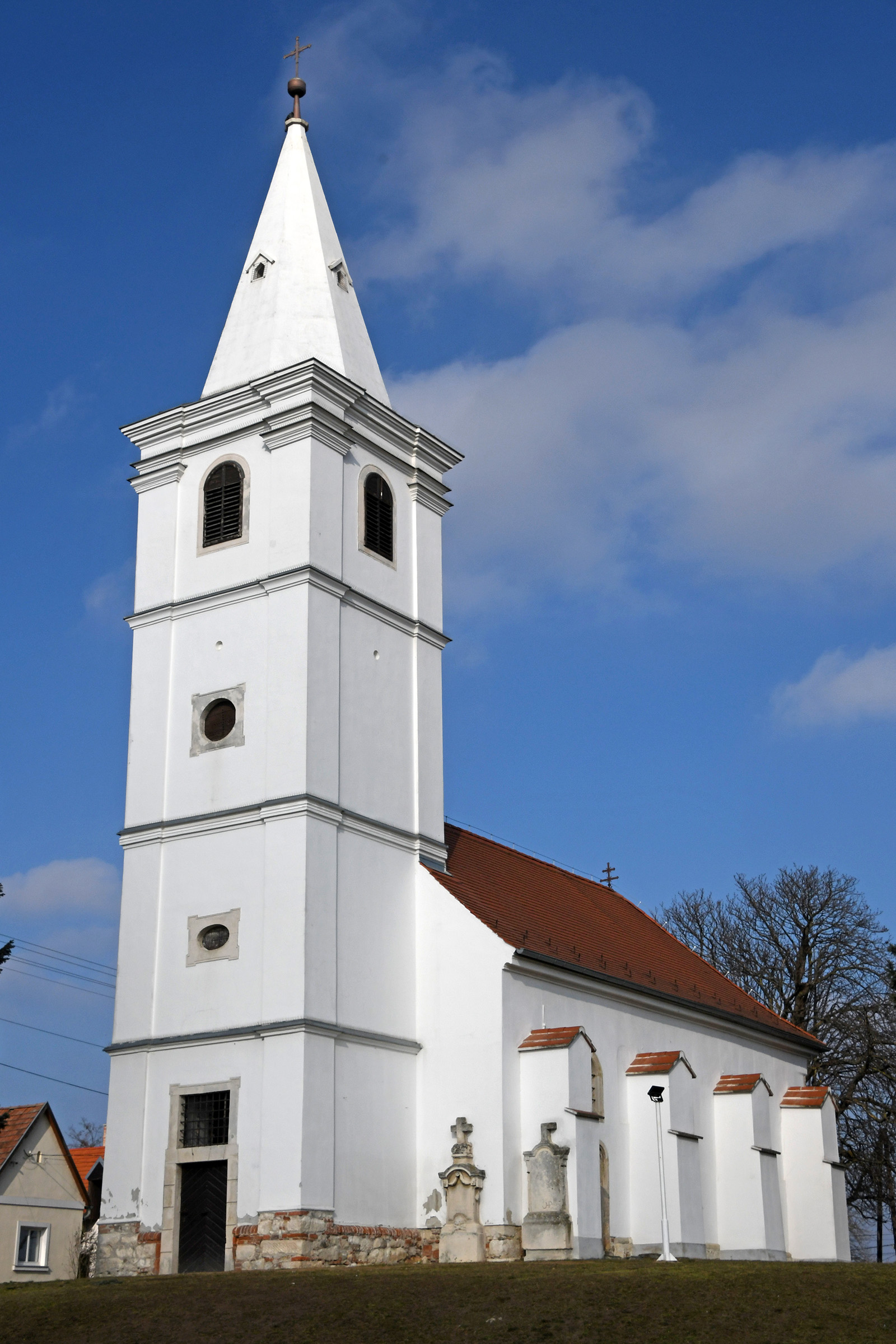
Römisch-katholische Kirche Szent Péter és Szent Pál
Ferenc-Liszt-Denkmal
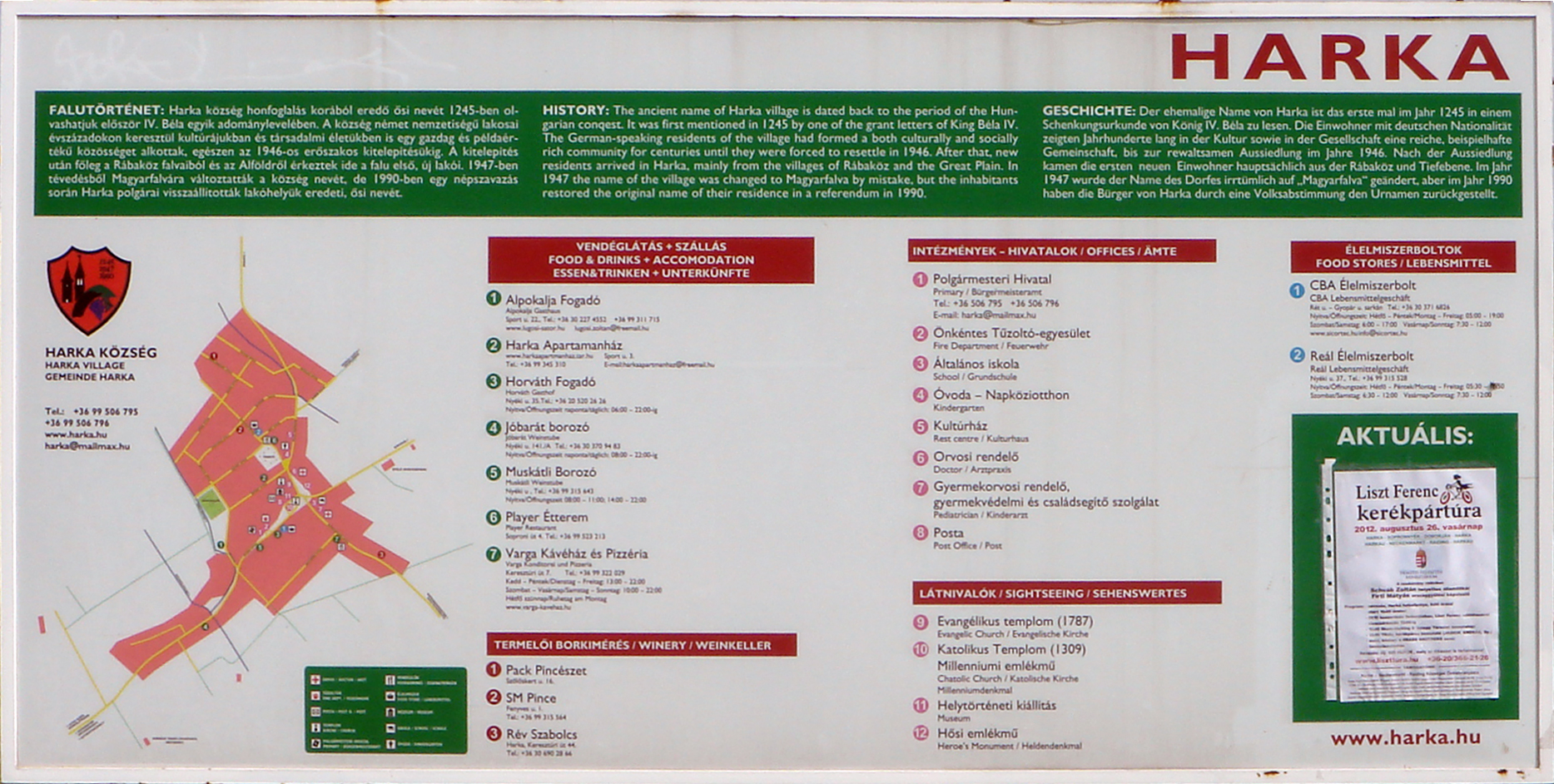
Dreisprachige touristische Werbetafel

## Verkehr
Durch Harka verläuft die Landstraße Nr. 8645, von der die Nebenstraße Nr. 86106 in südwestlicher Richtung abzweigt zu einem Grenzübergang in Richtung Neckenmarkt, der von Fußgängern, Radfahrern, Reitern und Traktoren passiert werden darf. Es bestehen Busverbindungen nach Sopron. Harka hat einen Bahnhof, nordöstlich außerhalb des Ortes, an dem der Personenverkehr jedoch eingestellt wurde.